# La Percée d'Avranches
Ne doit pas être confondu avec Percée d'Avranches.
Pour plus de détails, voir Fiche technique et Distribution.
La Percée d'Avranches (Steiner - Das Eiserne Kreuz, 2. Teil) est un film allemand réalisé par Andrew McLaglen, sorti en 1979.
Il s'agit de la suite du Croix de fer de Sam Peckinpah, sorti en 1977, dont il reprend une partie des personnages, à commencer par le sergent Steiner.

## Synopsis
Mêlé à une conspiration visant à éliminer Hitler, un sergent allemand se retrouve amené à sauver la vie d'un colonel américain.

## Fiche technique
- Titre français : La Percée d'Avranches
- Titre original : Steiner - Das Eiserne Kreuz, 2. Teil
- Réalisation : Andrew McLaglen
- Scénario : Peter Berneis et Tony Willamson
- Musique : Peter Thomas
- Photographie : Tony Imi
- Montage : Raymond Poulton
- Décors : Gerhard Janda
- Costumes : Josef Satzinger
- Production : Wolf C. Hartwig et Hubert Lukowski
- Sociétés de production : Palladium Film GmbH Spielfilmproduktion 2 KG et Rapid Film
- Pays de production : Allemagne de l'Ouest
- Langue : Anglais
- Format : Couleur - Mono - 35 mm - 2.35:1
- Genre : guerre
- Durée : 112 min
- Affiches : Macario Gómez Quibus (Espagne), Jean Mascii (France)
- Date de sortie : 1979

## Distribution
- Richard Burton (VF : Jean-Claude Michel) : sergent Rolf Steiner
- Robert Mitchum (VF : Claude Bertrand) : colonel Rogers
- Helmut Griem : (VF : Jean Roche) : major Stransky
- Klaus Löwitsch (VF : Alain Dorval) : sergent Krüger
- Rod Steiger (VF : Claude Joseph) : général Webster
- Curd Jürgens (VF : lui-même) : général Hoffman
- Michael Parks (VF : Philippe Ogouz) : sergent Anderson
- Horst Janson : capitaine Berger
- Sieghardt Rupp : soldat Rothe
- Hans-Jürgen Schatz : Schulze
- Dieter Schidor : Anselm
- Véronique Vendell : Yvette
- Joachim Hansen : capitaine Kirstner
- Werner Pochath : soldat Schütze Keppel
- Dieter B. Gerlach : Klingman
- Wolfgang Büttner : Junghans (crédité en tant que Wolfgang Büttner)
- Walter Ullrich : (VF : Marc De Georgie) : soldat Hauser
- Bruno Dietrich : soldat Nissen
- Günter Clemens : caporal Dorfmann
- Sonja Jeannine : Jeanette
- Günter Meisner : (VF : Jacques Thebault) : SS officier